# Axishirsch
Der Axishirsch oder Chital (Axis axis) ist ein in Indien, Nepal und Sri Lanka verbreiteter Hirsch. Wie alle Mitglieder der Gattung der Axishirsche weist auch diese Art ganzjährig eine auffällige, gefleckte Fellzeichnung auf. Der Kontrast zwischen den weißen Flecken und dem ansonsten rotbraunen Fell ist jedoch stärker, als dies bei anderen Hirschen der Fall ist.

## Merkmale
Wie auch der Damhirsch und der Sikahirsch trägt der Axishirsch ein Leben lang ein Fleckenkleid. Die weißen Flecken stehen bei ihm in besonders scharfem Kontrast zum rotbraunen Fell. Bauch und Beine sind weiß gefärbt. Mit einer Kopfrumpflänge von 140 cm, einer Körperhöhe von 80 cm und einem Gewicht von 100 kg ist er etwas kleiner als ein Damhirsch und viel kleiner als ein Rothirsch, aber größer als ein Reh. Die Beine und der Körperbau sind schlank, die Widerristhöhe beträgt etwa 95 cm, die Schwanzlänge rund 25 cm. Auf Grund des tropischen Lebensraumes entwickeln Axishirsche kein Winterhaarkleid mit einer abweichenden Fellfarbe. Allerdings ist das Haarkleid im Winterhalbjahr glänzender, dicker und etwas dunkler als im Sommer.
Das Geweih ist wie bei allen Axishirschen verhältnismäßig einzigartig. Es hat drei Enden, die Geweihstange biegen sich erst nach hinten und dann wieder nach vorne. Aug- und Mittelsprosse entspringen der Geweihstange in einem Winkel von 90 Grad und ist an der Spitze senkrecht nach oben gebogen. Bei ihm misst die Geweihstange 76 und 96 Zentimeter. Da es sich beim Axishirsch um eine tropische Hirschart handelt, ist der Zeitraum des Geweihabwurfs und des Geweihwachstums nicht präzise eingrenzbar. Hirsche desselben Lebensraumes weisen Geweihe in unterschiedlichen Wachstumsphasen auf.
Der Axishirsch ist ausgesprochen ruffreudig. Zum Lautrepertoire gehören raue Belllaute sowie ein kehliges aber hohes Knurren. Die Schrecklaute des Weibchens sind ebenfalls bellende Laute. Sie sind auch dann zu vernehmen, wenn sie das Männchen während der Brunftzeit treibt.

## Verbreitung

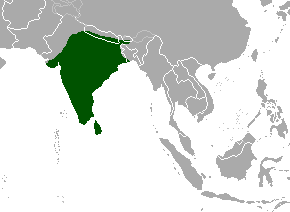
Verbreitungsgebiet des Axishirsches

Das natürliche Verbreitungsgebiet umfasst Indien, den Süden Nepals und die Insel Sri Lanka. Hier lebt der Axishirsch in offenem Gelände und baumbestandenem Buschland, meidet aber dichte Wälder.
Der Axishirsch ist in seinem Bestand nicht gefährdet.
Durch den Menschen wurde der Axishirsch außerdem in zahlreiche Regionen der Welt eingeführt, in denen er ursprünglich nicht heimisch war, so im Süden der Vereinigten Staaten, auf Hawaii, in Südamerika, in Kroatien und auf den Andamanen. Auch in Neuseeland, wo der Mensch insgesamt sieben Hirscharten zu Jagdzwecken eingebürgert hat, wurde er einst heimisch gemacht, ist aber inzwischen offensichtlich wieder ausgestorben. Einbürgerungsversuche in England und Deutschland scheiterten stets daran, dass der Axishirsch das kalte Klima nicht verträgt.
Der Axishirsch ist 2022 in die Liste invasiver gebietsfremder Arten von unionsweiter Bedeutung für die Europäische Union aufgenommen worden.

## Lebensweise

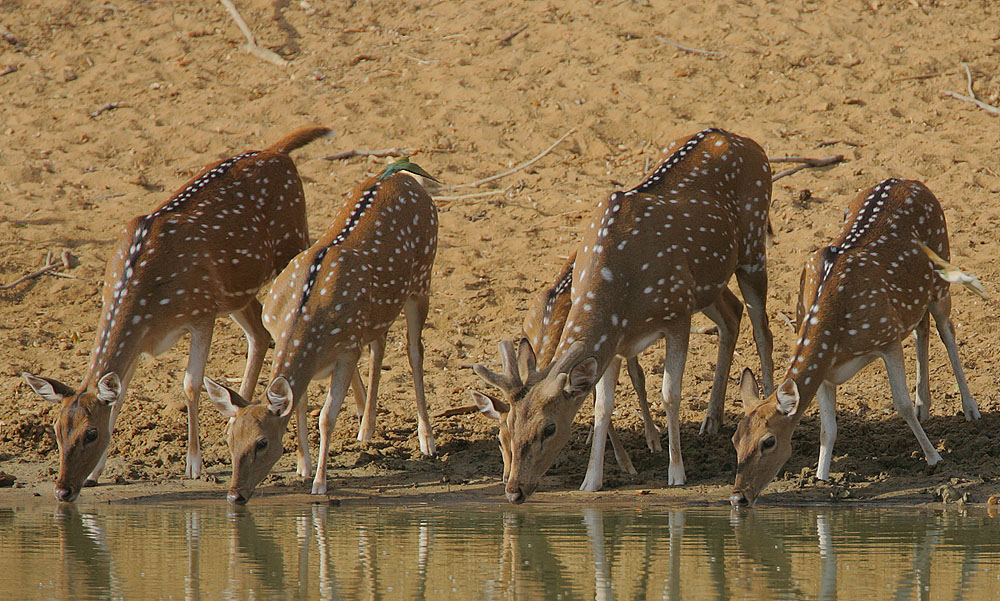
Trinkende Axishirsche

Axishirsche leben in Gruppen von fünf bis zehn Tieren. Unter günstigen Bedingungen bilden sich große Herden, die über hundert Individuen umfassen können. Die Zusammensetzung der Herden ist in ständigem Wechsel. Männchen, Weibchen und Jungtiere schließen sich diesen Gruppen an. Selbst zur Paarungszeit, wenn bei anderen Hirscharten Männchen ein hoch aggressives Verhalten an den Tag legen, dulden die männlichen Axishirsche, dass sich Geschlechtsgenossen in den Herden aufhalten. Sie verteidigen allerdings ein Weibchen, mit dem sie sich paaren wollen, gegen andere Männchen.
Sie äsen überwiegend auf Grasland, das direkt an Wald grenzt und in das sie flüchten können, wenn sie gestört werden. Axishirsche profitieren davon, wenn Hausrinder auf ihren Äsplätzen anwesend sind, da Rinder die raueren, längeren Gräser fressen, während Axishirsche die jungen und zarteren Triebe bevorzugen. Daneben fressen sie auch landwirtschaftliche Anbauprodukte, herabgefallene Früchte und Blüten. Axishirsche richten erhebliche Waldschäden an, da die Männchen Bäume markieren, indem sie die äußere Rinde von den Baumstämmen durch das Fegen der Geweihe abschlagen und dabei die weiße, innere Rinde freilegen. In den an die Äsflächen angrenzenden Waldgebieten entfernen Axishirsche die Rinde fast an jedem Baum. Dies führt sehr häufig dazu, dass die Bäume absterben. Axishirsche verhindern damit, dass ihre Äsflächen verbuschen und in Wald übergehen.

## Fortpflanzung

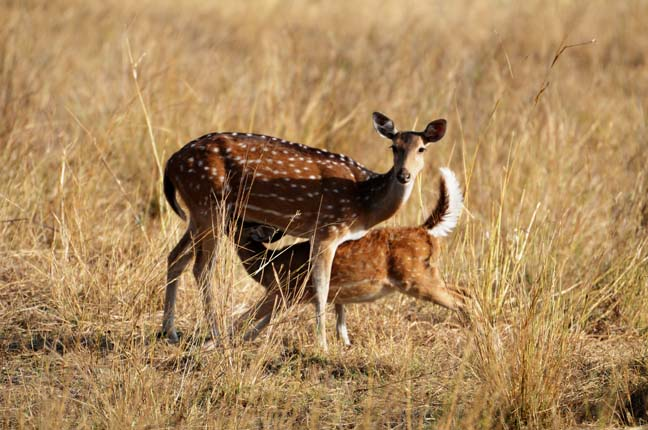
Axishirsch mit Jungtier

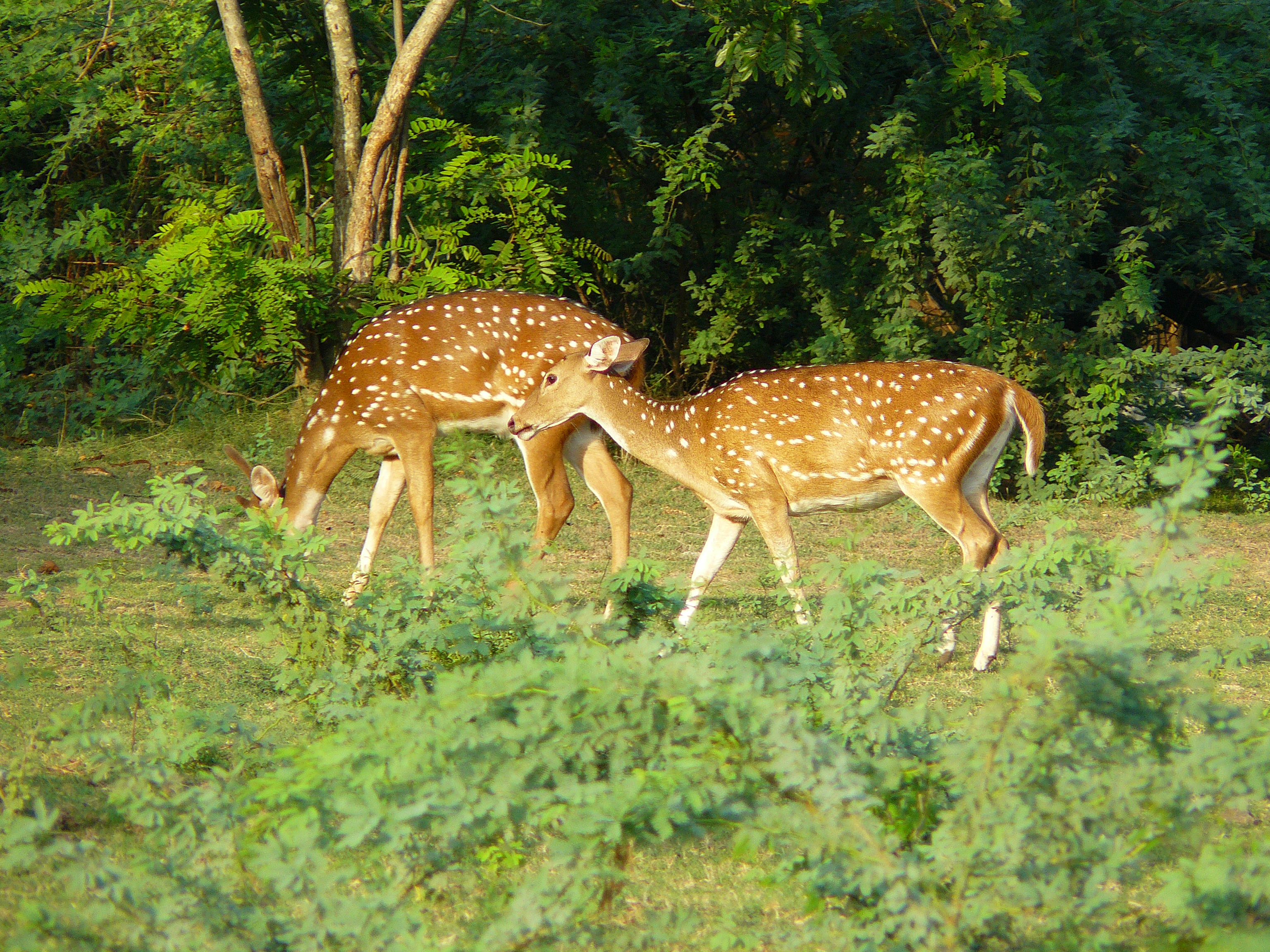
Axishirsche in Chennai

Der Nachwuchs kommt durchschnittlich nach einer Tragzeit von 230 Tagen zur Welt, wobei die Paarungszeiten nicht witterungsabhängig sind. Bei den meisten Axishirschen kommt lediglich ein Jungtier zur Welt, Zwillinge sind ein seltenes Ereignis. Das gefleckte Fell weisen die Hirschkälber bereits von Geburt an auf. Sie wachsen sehr schnell heran und die weiblichen Jungtiere sind bereits empfängnisbereit, wenn sie ein Lebensalter von 12 Monaten erreicht haben.

## Fressfeinde
Tiger und Rothunde gehören zu den wichtigsten Fressfeinden des Axishirschs. Rothunde jagen gewöhnlich in Rudeln und Axishirsche flüchten in der Regel vor ihnen; gelegentlich attackieren Axishirsche diese jedoch und setzen dabei ihre Geweihe und ihre Vorderläufe ein. Vor dem Tiger können Axishirsche dagegen nur flüchten. Sie reagieren daher sofort auf Warnrufe von Vögeln und Affen, die auf einen sich nähernden Tiger hinweisen könnten. Gewöhnlich versuchen sie, so viel Abstand zu dem Tiger zu halten, dass für diesen eine weitere Annäherung sinnlos ist. Sie werden darüber hinaus von Pythons gefressen, die in ihrem Lebensraum vorkommen.
Axishirsche zeigen in den Regionen, in denen Tiger und Rothunde vorkommen, eine besondere Verhaltensanpassung. Da sie gelernt haben, dass beide Arten den Zusammenstoß mit dem Menschen meiden, halten sie sich vermehrt am Rand von Dörfern auf. Nachts kommen sie gelegentlich in die Dörfer und mischen sich dort unter die Hausrinder.

## Systematik
Der Axishirsch wurde 1777 von Erxleben erstmalig wissenschaftlich beschrieben, wobei er die Art als Cervus axis in die Verwandtschaft der Edelhirsche (Cervus) stellte. Er beschrieb die Tiere aus der Region um den Ganges sowie von der Insel Sri Lanka. John Edward Gray stellte 1825 die Gattung Axis auf und ordnete den Axishirsch als Nominatform in diese ein.

## Gefährdung und Schutz
Der Axishirsch wird von der International Union for Conservation of Nature and Natural Resources (IUCN) als nicht gefährdet (least concern) gelistet. Er kommt in einem großen Verbreitungsgebiet mit vielen großen Teilpopulationen vor. In einigen Regionen sind seine Bestandszahlen allerdings rückläufig, allerdings nicht so stark, dass es für eine artgefährdende Einordnung ausreichen würde. Die derzeitige Bestandsdichte bewegt sich allerdings meist weit unter dem, was der Lebensraum verkraften könnte, und der langfristige Fortbestand fast aller Teilpopulationen hängt von gut gesicherten Schutzgebieten ab, um eine übermäßige Bejagung oder die Konkurrenz mit Weidetieren zu vermeiden.

## Belege
1. 1 2  
Leonard Lee Rue III: The Encyclopedia of Deer. Voyageur Press, Stillwater 2003, S. 44.
2. ↑  
Tej Kumar Shrestha: Wildlife of Nepal – A Study of Renewable Resources of Nepal Himalayas. Tribhuvan University, Kathmandu 2003, S. 223.
3. ↑  
Leonard Lee Rue III: The Encyclopedia of Deer. Voyageur Press, Stillwater 2003, S. 42.
4. ↑  
Leonard Lee Rue III: The Encyclopedia of Deer. Voyageur Press, Stillwater 2003, S. 45.
5. 1 2 3  
Leonard Lee Rue III: The Encyclopedia of Deer. Voyageur Press, Stillwater 2003, S. 46.
6. ↑  
Charles J. Randel III, John M. Tomeček: Axis axis (Artiodactyla: Cervidae). Mammalian Species 53, Ausgabe 1004, 26. Juni 2021, Seiten 51–64, doi:10.1093/mspecies/seab006.
7. ↑  
Axis axis in der Roten Liste gefährdeter Arten der IUCN 2023. Eingestellt von: J.W. Duckworth, N.S. Kumar, M. Anwarul Islam, H. Sagar Baral, R. Timmins, 2015. Abgerufen am 25. Juli 2023.